# Philippe Koch
Philippe Koch (Jegenstorf, 8 febbraio 1991) è un ex calciatore svizzero, di ruolo difensore.
È il fratello di Raphael Koch.

## Carriera

### Club
Koch ha iniziato a giocare nelle giovanili del Bibrist e successivamente del Soletta.
Nel 2007 si è trasferito nelle giovanili dello Zurigo per poi passare in prima squadra nel 2008, esordendo il 28 agosto nella partita del secondo turno di Coppa UEFA 2008-2009 contro lo Sturm Graz. Il 1º marzo 2009 ha esordito in Super League contro il Vaduz, disputando un totale di 11 partite nella stagione di esordio in prima squadra, terminana con la vittoria del campionato. Il 5 agosto 2009 ha esordito in Champions League nella partita del terzo turno preliminare contro il Maribor.

### Nazionale
Koch ha disputato con la Nazionale Under-19 svizzera l'Europeo di categoria del 2009 in Svezia, scendendo in campo in tutte le 3 partite giocate dalla Svizzera.
Il 4 settembre 2009 ha esordito con la Svizzera Under-21 contro l'Armenia in una partita valida per le qualificazioni all'Europeo Under-21 2011.
Viene convocato in Nazionale maggiore da Ottmar Hitzfeld per la partita valida per le qualificazione a Euro 2012 contro il Montenegro dell'11 ottobre 2011 a Basilea.

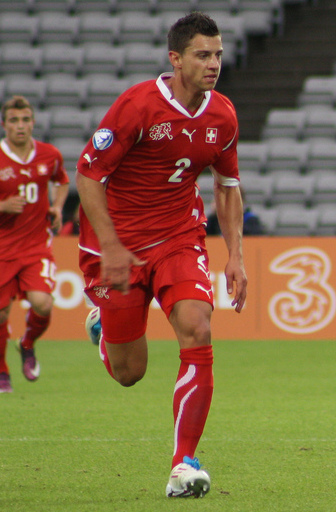
Philippe Koch u21

## Palmarès

### Club
- Campionato svizzero: 1

Zurigo: 2008-2009
- Coppa Svizzera: 2

Zurigo: 2013-2014, 2015-2016